# Xenophysa argyrogramma
Xenophysa argyrogramma är en fjärilsart som beskrevs av Zoltan Varga 1985. Xenophysa argyrogramma ingår i släktet Xenophysa och familjen nattflyn. Inga underarter finns listade i Catalogue of Life.